# فالوث (ویرجینیا)
فالوث (به انگلیسی: Falmouth) یک منطقهٔ مسکونی در ایالات متحده آمریکا است که در شهرستان استفورد، ویرجینیا واقع شده‌است. فالوث ۸٫۴ کیلومتر مربع مساحت و ۴٬۲۷۴ نفر جمعیت دارد و ۱۷ متر بالاتر از سطح دریا واقع شده‌است.